# Bohuslav Klíma mladší
Bohuslav František Klíma ml. (* 3. května 1950) je moravský archeolog a vysokoškolský pedagog. Působí na Katedře historie Pedagogické fakulty Masarykovy univerzity v Brně. Zabývá se zejména raně středověkou archeologií. Jeho působení je spojeno především s výšinným velkomoravským Hradištěm sv. Hypolita ve Znojmě (známé také jako Znojmo – Hradiště).
Jeho otcem byl Bohuslav Klíma starší, moravský archeolog, specialista na období paleolitu, který se proslavil zejména svými výzkumy v Pavlově, v jeskyni Pekárna v Moravském krasu i jinde.

## Studium a působení ve vědeckých institucích
Vystudoval filozofickou fakultu Masarykovy univerzity (tehdy Universita Jana Evangelisty Purkyně) v Brně. V letech 1972–1973 krátce působil v Oblastním muzeu jihovýchodní Moravy ve Zlíně, poté až do roku 1979 jako asistent a odborný asistent na katedře historie Pedagogické fakulty Masarykovy univerzity v Brně. Po roce 1979 se stal vědeckým a posléze samostatným vědeckým pracovníkem Archeologického ústavu Československé akademie věd v Brně. Podílel se na archeologických výzkumech na velkomoravském hradišti v Mikulčicích a na archeologickém průzkumu rotundy sv. Kateřiny na znojemském hradě. Posledně zmiňovaný výzkum v letech 1990–1993 přímo vedl. Kromě toho začal od roku 1986 soustavně působit na archeologickém výzkumu velkomoravského výšinného Hradiště sv. Hypolita ve Znojmě. Zde působí (pod hlavičkou Masarykovy univerzity) až do dnešní doby. Po reorganizaci pracovišť Akademie věd tuto instituci opustil a vrátil se znovu na katedru historie Pedagogické fakulty Masarykovy univerzity v Brně. Zde působil nejprve jako odborný asistent a od své habilitace v roce 1996 jako docent. V období 1996–2000 zastával funkci vedoucího katedry.

## Politická kariéra
Bohuslav F. Klíma je také politicky aktivní. V květnu 2014 kandidoval z desátého místa jako nestraník za stranu Moravané do Evropského parlamentu. Jako člen předsednictva strany Moravané kandidoval v říjnu 2016 do Senátu v senátním obvodu číslo 55 (Brno-venkov). Byl také na kandidátce strany Moravané ve volbách do zastupitelstva Jihomoravského kraje, zde kandidoval z šestého místa.
Ve volbách do Evropského parlamentu v květnu 2019 kandidoval na 15. místě kandidátky Moravského zemského hnutí, ale zvolen nebyl.

## Badatelská činnost
Během své vědecké činnosti se zabývá zejména velkomoravským kovářstvím. Doktorskou disertaci psal na téma Stavební kování velkomoravské architektury. Kandidátská disertace nesla název Kovářské řemeslo velkomoravských Mikulčic. Habilitaci získal za práci Znojemská rotunda ve světle nových výzkumů.
Jeho jméno je spjato především s archeologickým výzkumem na Hradišti sv. Hypolita ve Znojmě. Na této lokalitě působí od roku 1986 až do dneška. V roce 1996 oznámil objev velkomoravské kamenné církevní architektury na Hradišti (kostel a rotunda). Existence (event. stáří) obou těchto staveb však bývá zpochybňována. Od roku 2007 na Hradišti postupně odkrývá nově objevené velkomoravské pohřebiště.